# Величковский, Яков Васильевич
Яков Васильевич Величковский (1874 — ?) — русский военный деятель, подполковник Генерального штаба. Герой Первой мировой войны, участник Русско-японской войны и Гражданской войны.

## Биография
Из дворянского рода Новгородской губернии.
В службу вступил в 1892 году. В 1899 году после окончания Виленского военного училища по I разряду произведён в подпоручики и выпущен в Серпуховский 120-й пехотный полк.
В 1903 году произведён в поручики. С 1904 года участник Русско-японской войны в составе Пензенского 121-го пехотного полка, был ранен. За боевые отличия в этой войне был награждён рядом боевых орденов в том числе Анненским оружием «За храбрость».
В 1907 году произведён в штабс-капитаны. В 1912 году после окончания Николаевской военной академии по I разряду произведён в капитаны Генерального штаба с назначением командиром роты Пензенского 121-го пехотного полка.

С 1914 года участник Первой мировой войны — старший адъютант штаба 9-й пехотной дивизии. С 1915 года штаб-офицер для поручений при штабе 6-го Сибирского армейского корпуса. В 1916 году произведён в подполковники. Высочайшим приказом от 9 марта 1915 года за храбрость награждён Георгиевским оружием: 
За то, что в бою 16-го и 17-го августа 1914 года на реке Гнилой Липе, под сильным ружейным и артиллерийским огнем противника, направлял части 2-й бригады 9-й пехотной дивизии и, подвергая жизнь свою явной опасности, содействовал достижению цели, поставленной полку этой бригады, последствием чего был захват окопов правого фланга позиции противника и отступление австрйицев
После Октябрьской революции с 1918 года состоял в распоряжении начальника штаба Северного фронта и в армий Украинской державы — помощник начальника отдела Генерального штаба. С 1919 года в армии Украинской народной республики — офицер штаба Левобережного фронта. С 1919 года в списках Генерального штаба РККА, в этом же году перешёл на сторону ВСЮР. С 1920 года полковник Русской армии барона Врангеля. С 1921 года в эмиграции в Югославии — член Общества офицеров Генерального штаба.

## Награды
- Орден Святого Станислава 3-й степени с мечами и бантом (ВП 1906)
- Анненское оружие «За храбрость» (ВП 1906)
- Орден Святой Анны 3-й степени с мечами и бантом (ВП 1907)
- Орден Святого Станислава 2-й степени с мечами (ВП 19.05.1912; Мечи — ВП 13.03.1916)
- Орден Святого Владимира 4-й степени с мечами и бантом (ВП 14.02.1915)
- Орден Святой Анны 2-й степени с мечами (Мечи — ВП 13.02.1916)
- Георгиевское оружие (ВП 09.03.1915)
- Высочайшее благоволение (ВП 31.08.1916)